# Kathy Bates
Pour les articles homonymes, voir Bates.
Kathy Bates [ˈkæθi beɪt͡s] est une actrice , réalisatrice et productrice américaine née le 28 juin 1948 à Memphis (Tennessee). En 1991, elle obtient l'Oscar de la meilleure actrice pour son rôle dans le film Misery.

## Biographie

### Carrière
Kathy Bates est une actrice issue du théâtre, sa première passion. Elle apparaît pour la première fois au cinéma en 1971 dans Taking Off de Miloš Forman en y interprétant la chanson qu'elle a écrite. Elle relate ses débuts au cinéma notamment dans Interview magazine en 2007 : « j'habitais à New York en 1970 avec ma colocataire Gail. Elle préparait le dîner pour Milos Forman et John Guare qui écrivaient le scénario du premier film américain de Milos, « Taking Off ». Ils ont demandé à Gail si elle connaissait des jeunes femmes qui écrivaient leurs propres chansons et jouaient de la guitare. Gail a répondu : « Oh, Bobo le fait », c'était mon surnom à l'époque. Je suis donc allé à Greenwich Village et j'ai joué ma chanson «And Even the Horses Had Wings» (Et même les chevaux avaient des ailes) ». Milos m'a mis dans le film. J'ai été payée 5 dollars pour la journée ».
Il faut attendre plusieurs années avant de la revoir sur grand écran, la comédienne préférant se consacrer au théâtre dans un premier temps. À partir des années 1980, l'actrice tente néanmoins sa chance au cinéma, et enchaîne les participations : Reviens Jimmy Dean, reviens avec Cher en 1982, Le Lendemain du crime avec Jane Fonda en 1986 ou encore Dick Tracy aux côtés de Warren Beatty et Madonna en 1990. La même année, alors qu'elle en a tenu le rôle-titre dans sa version d'origine, elle n'est pas retenue sur Frankie et Johnny au profit de Michelle Pfeiffer.
Kathy Bates accepte ensuite Misery, d'après un roman de Stephen King. Son interprétation de l'infirmière psychotique Annie Wilkes lui permet de remporter un oscar et de gagner en notoriété. Elle change de registre pour camper l'héroïne de Beignets de tomates vertes, puis, en 1995, joue à nouveau dans une adaptation d'un roman de Stephen King, Dolores Claiborne. Depuis cette époque, Kathy Bates interprète régulièrement des seconds rôles d'importance, comme dans Diabolique avec Sharon Stone et Isabelle Adjani en 1996 ou Primary Colors en 1998, film pour lequel elle est à nouveau nommée aux Oscars.
Kathy Bates campe ensuite Molly Brown dans Titanic en 1997. En 2002, elle est à l'affiche de quatre films, dont American Outlaws avec Colin Farrell, et Monsieur Schmidt avec Jack Nicholson. Après avoir incarné la Reine Victoria dans Le Tour du monde en 80 jours, elle rejoint un casting international dans Le Pont du roi Saint-Louis en 2004, avec entre autres, Robert De Niro, Samuel Le Bihan et Émilie Dequenne.

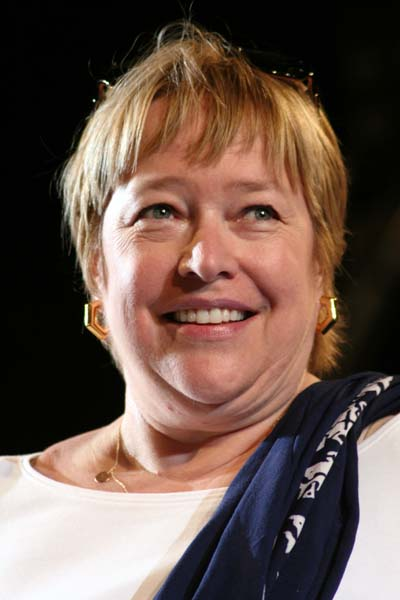
Kathy Bates en 2006.

En 2007, elle incarne Patricia dans le film P.S. I Love You adapté du roman éponyme, réalisé par Richard LaGravenese, aux côtés d'Hilary Swank, Gerard Butler et Lisa Kudrow.
En 2009, sort en salle Les Noces rebelles dans lequel elle obtint un rôle. Le film réunit par ailleurs trois anciens acteurs de Titanic : Kate Winslet, Leonardo DiCaprio ainsi qu'elle-même.
En 2011, elle interprète la célèbre poétesse et dramaturge Gertrude Stein dans la comédie Minuit à Paris de Woody Allen qui réunit notamment Marion Cotillard, Owen Wilson, Adrien Brody ou encore Gad Elmaleh.
De 2011 à 2012, elle est l'héroïne de la série La Loi selon Harry (Harry's Law) sur NBC, créée par David E. Kelley.
Depuis 2013, elle prête ses traits à de multiples personnages dans la série d'anthologie horrifique American Horror Story : Marie-Delphine LaLaurie dans la troisième saison, Ethel Darling dans la quatrième en 2014, Iris dans la cinquième en 2015 et Agnes Mary Winstead (jouant elle-même le rôle de Thomasyn White) dans la sixième saison en 2016. Après son absence lors de la septième saison, Cult, Kathy Bates a fait son retour lors de la huitième saison, Apocalypse, où elle interprète le rôle de Miriam Meade.
Elle est également au casting de la première saison de l'anthologie dramatique américaine Feud où elle interprète Joan Blondell.
En 2019, elle joue le rôle de Bobi Jewell dans Le Cas Richard Jewell de Clint Eastwood aux côtés de Sam Rockwell et Olivia Wilde. Sa prestation lui vaut une nomination au Golden Globe de la meilleure actrice dans un second rôle et à l'Oscar de la meilleure actrice dans un second rôle.

### Santé
Kathy Bates révèle en 2008, dans un entretien vidéo accordé à la Ovarian Cancer National Alliance, qu'elle a surmonté un cancer des ovaires, diagnostiqué en 2003,.
En septembre 2012, Kathy Bates révèle dans un message sur Twitter être atteinte d'un cancer du sein et avoir subi une double mastectomie. Selon le cinéaste Jean-Pierre Jeunet, ce cancer aurait été détecté lors d'une visite médicale passée alors qu'elle était pressentie pour interpréter le rôle de Jibsen dans le film L'Extravagant Voyage du jeune et prodigieux T. S. Spivet, ce qui aurait conduit à ce que ce rôle lui ayant échappé lui ait « peut-être sauvé la vie ».

## Filmographie

### Actrice

#### Cinéma
- 1971 : Taking Off de Miloš Forman : Chanteuse à l'audition Even the Horses Had Wings
- 1978 : Le Récidiviste (Straight Time) d'Ulu Grosbard : Selma Darin
- 1982 : Reviens Jimmy Dean, reviens (Come Back to the Five and Dime, Jimmy Dean, Jimmy Dean) de Robert Altman : Stella Mae
- 1983 : Second Chance (Two of a Kind) de John Herzfeld : la femme de l'homme au meuble
- 1986 : Le Lendemain du crime (The Morning After) de Sidney Lumet : la femme sur Mateo Street
- 1987 : Dans la chaleur de l'été (Summer Heat) de Michie Gleason : Ruth
- 1988 : My Best Friend Is a Vampire de Jimmy Huston : Helen Blake
- 1988 : Arthur 2 : Dans la dèche (Arthur 2: On the Rocks)  de Bud Yorkin : Mrs. Canby
- 1989 : Signs of Life de John David Coles : Mary Beth Alder
- 1989 : High Stakes d'Amos Kollek : Jill
- 1990 : Men Don't Leave de Paul Brickman : Lisa Coleman
- 1990 : Dick Tracy de Warren Beatty : Mrs. Green
- 1990 : La Fièvre d'aimer (White Palace) de Luis Mandoki : Rosemary
- 1990 : Misery, de Rob Reiner : Annie Wilkes
- 1991 : En liberté dans les champs du seigneur d'Hector Babenco : Hazel Quarrier
- 1991 : Beignets de tomates vertes (Fried Green Tomatoes) de Jon Avnet : Evelyn Couch
- 1992 : La Route vers La Mecque (The Road to Mecca) de Athol Fugard et Peter Goldsmid : Elsa Barlow
- 1992 : Ombres et Brouillard de Woody Allen : la prostituée
- 1992 : Le Baiser empoisonné (Prelude to a Kiss) de Norman René : Leah Blier
- 1992 : 4 New-yorkaises (Used People) de Beeban Kidron : Bibby Berman
- 1993 : Living and Working in Space: The Countdown Has Begun (moyen métrage) de Rob Mikuriya : Lunar Mom
- 1993 : Le Combat de ma mère (A Home of Our Own) de Tony Bill : Frances Lacey
- 1994 : L'Irrésistible North (North) de Rob Reiner : Alaskan Mom
- 1994 : Curse of the Starving Class de J. Michael McClary : Ella Tate
- 1995 : Dolores Claiborne de Taylor Hackford : Dolores Claiborne
- 1995 : Angus de Patrick Read Johnson : Meg Bethune
- 1996 : Diabolique, de Jeremiah S. Chechik : Shirley Voguel
- 1996 : The War at Home d'Emilio Estevez : Maurine Collier
- 1997 : Au cœur de la tourmente (Swept from the Sea) de Beeban Kidron : Miss Swaffer
- 1997 : Titanic, de James Cameron : Margaret Brown dite "Molly Brown"
- 1998 : Primary Colors de Mike Nichols : Libby Holden
- 1998 : The Effects of Magic de Charlie Martinez et Chuck Martinez : Raphaella, le lapin magique (voix)
- 1998 : Waterboy de Frank Coraci : Helen "Mama" Boucher
- 1998 : Préjudice (A Civil Action) de Steven Zaillian : la juge des faillites (non créditée)
- 1999 : Baby Steps de Geoffrey Nauffts : Mrs. Mellon
- 2000 : Bruno de Shirley MacLaine : La mère supérieure
- 2001 : Cash Express (Rat Race) de Jerry Zucker : La femme écureuil
- 2001 : American Outlaws de Les Mayfield : Ma James
- 2002 : Love Liza de Todd Louiso : Mary Ann Bankhead
- 2002 : Apparitions (Dragonfly) de Tom Shadyac : Mrs. Belmont
- 2002 : Monsieur Schmidt (About Schmidt) d'Alexander Payne : Roberta Hertzel
- 2002 : Amours suspectes (Unconditional Love) de P. J. Hogan : Grace Beasley
- 2004 : The Ingrate (court métrage) de Krystoff Przykucki : La juge
- 2004 : Le Tour du monde en quatre-vingts jours (Around the World in 80 Days) de Frank Coraci : La Reine Victoria
- 2004 : Les Ex de mon mec (Little Black Book) de Nick Hurran : Kippie Kann
- 2004 : Le Voyage de Popeye : À la recherche de papy (Popeye's Voyage: The Quest for Pappy) d'Ezekiel Norton : La sorcière des mers (voix)
- 2004 : Le Pont du roi Saint-Louis (The Bridge of San Luis Rey) de Mary McGuckian : La Marquise
- 2005 : La rumeur court… (Rumor Has It) de Rob Reiner : Tante Mitsy
- 2006 : Mon vrai père et moi (Relative Strangers) de Greg Glienna : Agnès Menure
- 2006 : Bonneville de Christopher N. Rowley : Margene Cunningham
- 2006 : Playboy à saisir (Failure to Launch) de Tom Dey : Sue
- 2006 : Le Petit Monde de Charlotte (Charlotte's Web) de Gary Winick : Bitsy la vache (voix)
- 2007 : Bee Movie : Drôle d'abeille (Bee Movie) de Simon J. Smith et Steve Hickner : Janet Benson (voix)
- 2007 : Frère Noël (Fred Claus) de David Dobkin : la mère Noël
- 2007 : À la recherche du Père Noël (Christmas Is Here Again) de Robert Zappia et Darrell Van Citters : Miss Dowdy (voix)
- 2008 : PS I Love You de Richard LaGravenese : Patricia
- 2008 : Le Jour où la Terre s'arrêta (The Day the Earth Stood Still) de Scott Derrickson : Regina Jackson
- 2009 : Les Noces rebelles (Revolutionary Road) de Sam Mendes : Madame Givings
- 2009 : Chéri de Stephen Frears : Madame Peloux
- 2009 : Personal Effects de David Hollander : Gloria
- 2010 : Valentine's Day de Garry Marshall : Susan
- 2010 : The Blind Side de John Lee Hancock : Madame Sue
- 2011 : Minuit à Paris (Midnight in Paris) de Woody Allen : Gertrude Stein
- 2011 : A Little Bit of Heaven de Nicole Kassell : Beverly Corbett
- 2011 : Et maintenant... N'embrassez pas la mariée (You May Not Kiss the Bride) de Rob Hedden : La mère de Brian
- 2014 : Tammy de Ben Falcone : Lenore
- 2015 : Le Virtuose de François Girard : La principale
- 2015 : La Fabuleuse Gilly Hopkins (The Great Gilly Hopkins) de Stephen Herek : Maime Trotter
- 2016 : Identities (Complete Unknown) de Joshua Marston : Nina
- 2016 : Bad Santa 2 de Mark Waters : Sunny Soke
- 2016 : The Boss de Ben Falcone : Ida
- 2017 : Krystal de William H. Macy : Vera Greenwood
- 2018 : Ma vie avec John F. Donovan (The Death and Life of John F. Donovan) de Xavier Dolan : Barbara Haggermaker
- 2018 : The Highwaymen de John Lee Hancock : Miriam Ferguson
- 2018 : Une femme d'exception (On the Basis of Sex) de Mimi Leder : Dorothy Kenyon
- 2019 : Le Cas Richard Jewell (Richard Jewell) de Clint Eastwood : Barbara "Bobi" Jewell
- 2020 : Home de Franka Potente : Bernadette, la mère de Marvin
- 2023 : Le Club des miracles (The Miracle Club) de Thaddeus O'Sullivan : Eileen Dunne
- 2023 : Dieu, tu es là ? C'est moi, Margaret de Kelly Fremon Craig : Sylvia Simon
- 2024 : Summer Camp de Castille Landon : Ginny Moon
- 2024 : Les Dessous de la famille (A Family Affair) de Richard LaGravenese : Leila Ford

#### Télévision
- 1977 : Vanities (téléfilm) de Leonard Stern
- 1978 : La Croisière s'amuse (The Love Boat) (série télévisée), saison 1, épisode 13 Too Hot to Handle / Family Ruenion / Cinderella Story : Sally Allison
- 1978 : The Doctors (série télévisée) : Sally Allison
- 1984 : On ne vit qu'une fois (One Life to Live) (série télévisée), 1 épisode : Evelyn Maddox
- 1984 : La Force du destin (All My Children) (série) : Belle Bodelle
- 1986 : Johnny Bull (téléfilm) de Claudia Weill : Katherine Kovacs
- 1986 : Cagney et Lacey (Cagney & Lacey) (série télévisée), épisode 9 Revenge : Brenda Harris
- 1986-1987 : Hôpital St. Elsewhere (St. Elsewhere) (série télévisée), saison 5, 2 épisodes : Polly Miller
- 1987 : Meurtre par décret (Murder Ordained) (téléfilm) de Mike Robe : Bobbi Birk
- 1989 : China Beach (série télévisée), saison 2, épisode 17 The World : Part 2 : Jan
- 1989 : Le Combat de Jane Roe (Roe vs. Wade) (téléfilm) de Gregory Hoblit : Jessie
- 1989 : Sans foyer, sans abri (No Place Like Home) (téléfilm) de Lee Grant : Bonnie Cooper
- 1992 : Hostages (téléfilm) de David Wheatley : Peggy Say
- 1994 : Le Fléau (The Stand) (mini-série télévisée) de Mick Garris : Rae Flowers
- 1995 : Great Performances (série télévisée), épisode Talking with
- 1995 : The West Side Waltz (téléfilm) d'Ernest Thompson : Mr. Goo
- 1996 : Changement de décors (The Late Shift) (téléfilm) de Betty Thomas : Helen Kushnick
- 1997 : Adventures from the Book of Virtues (série télévisée), épisode Respect : la mère de la fille (voix)
- 1999 : Le Monde merveilleux de Disney (série télévisée), épisode Annie : Miss Agatha Hannigan
- 2000 : Possessed (téléfilm) de Steven E. de Souza : étudiante
- 2000 : MADtv (série télévisée), saison 6, épisode 2 : la grand-mère de Stuart
- 2001 : Les Rois du Texas (King of the Hill) (série télévisée), saison 6, épisode 3 Lupe's Revenge : l'officier Jane Cooper (voix)
- 2002 : Désordre affectif (My Sister's Keeper) (téléfilm) de Ron Lagomarsino : Christine Chapman
- 2003-2005 : Six Feet Under (série télévisée), saisons 3 à 5, 10 épisodes : Bettina
- 2005 : Sources chaudes (Warm Springs) de Joseph Sargent : Helena Mahoney
- 2005 : Second Souffle (Ambulance Girl) (téléfilm) d'elle-même : Jane Stern
- 2009 : Alice au pays des merveilles (téléfilm) de Nick Willing : La Reine de Cœur
- 2010-2011 : The Office (série télévisée), saisons 6 et 7, 8 épisodes : Jo Bennett
- 2011-2012 : La Loi selon Harry (Harry's Law) (série télévisée) : Harriet Korn
- 2012 : Mon oncle Charlie (Two and a half Men) (série télévisée), saison 9, épisode 22 Why Gave Up Women : Charlie Harper
- 2013-2014 : American Horror Story : Coven (série télévisée), saison 3 : Marie-Delphine LaLaurie
- 2014-2015 : Mike & Molly (série télévisée), saison 4, épisode 15 et saison 5, épisode 18  : Kay McKinnon
- 2014-2015 : American Horror Story : Freak Show (série télévisée), saison 4 : Ethel Darling
- 2015-2016 : American Horror Story : Hotel (série télévisée), saison 5 : Iris
- 2015 : American Dad! (série télévisée), saison 10, épisode 11 Manhattan Magical Murder Mystery Tour : D.O. Rothy (voix)
- 2016 : American Horror Story: Roanoke (série télévisée), saison 6 : Agnes Mary Winstead / Thomasyn White "La Bouchère"
- 2017 : Feud (série télévisée), saison 1 : Joan Blondell
- 2017-2018 : Disjointed : Ruth Whitefeather Feldman
- 2018 : The Big Bang Theory (série télévisée), saisons 11 et 12 : Mrs. Fowler
- 2018 : American Horror Story : Apocalypse (série télévisée), saison 8 : Miriam Mead / Miriam Mead 2.0 / Marie-Delphine LaLaurie
- 2024 : The Great Lillian Hall de Michael Cristofer (téléfilm) : Edith Wilson
- 2024-2025 : Matlock (série télévisée) : Madeline Matlock

### Réalisatrice
- 1995 : Talking with
- 1998 : Oz, série - un épisode, Family Bizness
- 1999 : Dash and Lilly
- 2001-2003 : Six Feet Under, série - cinq épisodes : An Open Book (2001), The New Person, Out, Out, Brief Candle (2002), Making Love Work, Twilight (2003)
- 2003 : Fargo
- 2005 : Second souffle (Ambulance Girl)
- 2006 : Have Mercy

### Productrice
- 2004 : The Ingrate, de Krystoff Przykucki

## Distinctions

### Récompenses
- Oscars 1991 : meilleure actrice pour Misery
- Golden Globes 1991 : meilleure actrice pour Misery
- Screen Actors Guild Award 1998 : meilleure actrice dans un second rôle pour Primary Colors
- Primetime Emmy Awards 2012 : meilleure actrice invitée dans une série télévisée comique pour Mon oncle Charlie
- Primetime Emmy Awards 2014 : meilleure actrice dans un second rôle dans une mini-série ou un téléfilm pour American Horror Story
- Golden Globes 2025 : Meilleure actrice dans une série télévisée dramatique pour Matlock (en)

## Voix francophones
En France, Denise Metmer est la voix française régulière de Kathy Bates depuis Misery en 1990. Occasionnellement, elle fut également doublée par Monique Thierry à neuf reprises.
Au Québec, Kathy Bates est principalement doublée par Claudine Chatel.